# Ryuji Utomo
Ryuji Utomo (* 1. Juli 1995 in Jakarta), mit vollständigen Namen Ryuji Utomo Prabowo, ist ein indonesischer Fußballspieler.

## Karriere

### Verein
Das Fußballspielen lernte Ryuji Utomo in den Jugendmannschaften von ASIOP Apacinti, Deportivo Indonesia und Persib Bandung. Seinen ersten Vertrag unterschrieb er am 1. Januar 2015 bei PS Mitra Kukar. Im August 2015 zog es ihn nach Bahrain. Hier schloss er sich bis Ende Januar 2016 dem al-Najma Club aus Manama an. Im Februar kehrte er in sein Heimatland zurück, wo er bis Jahresende für Arema Cronus aus Malang spielte. 2017 wechselte er nach Jakarta zu Persija Jakarta. Der Verein spielte in der ersten indonesischen Liga. Die Saison 2018 wurde er an den thailändischen Zweitligisten PTT Rayong FC ausgeliehen. Mit dem Verein aus Rayong wurde er am Ende der Saison Vizemeister der Thai League 2 und stieg somit in die erste Liga auf. Nach dem Aufstieg kehrte er nach Jakarta zurück. Im Dezember 2020 wechselte er auf Leihbasis nach Malaysia zum Erstligisten Penang FA. Mit dem Klub aus Batu Kawan spielt er in der ersten malaysischen Liga, der Malaysia Super League. Für Penang bestritt er 15 Ligaspiele. Nach Vertragsende bei Persija wechselte er Anfang 2023 zum heimischen Erstligisten Bali United. Dieser verlieh ihn im Sommer 2024 weiter an den Ligarivalen Persita Tangerang.

### Nationalmannschaft
Ryuji Utomo spielte 2017 einmal in der indonesischen Nationalmannschaft. Sein Debüt in der Nationalmannschaft feierte er 23. März 2017 in einem Freundschaftsspiel gegen Myanmar. Hier stand er in der Startelf und spielte die kompletten 90 Minuten. Myanmar gewann das Spiel mit 3:1. Anschließend dauerte es bis Ende 2021, ehe Utomo zwei weitere Länderspiele u. a. bei der Südostasienmeisterschaft bestritt. 

## Erfolge
PTT Rayong FC
- Thailändischer Zweitligameister: 2018  ▲